# Heleioporus australiacus
Espèce
Synonymes
- Rana australiaca Shaw & Nodder, 1795
- Rana spinipes Schneider, 1799
- Philocryphus flavoguttatus Fletcher, 1894

Statut de conservation UICN

 VU A2ac : Vulnérable
Heleioporus australiacus est une espèce d'amphibiens de la famille des Limnodynastidae.

## Répartition
Cette espèce est endémique du Sud-Est de l'Australie. Elle se rencontre du niveau de la mer jusqu'à 1 000 m d'altitude du nord de Sydney jusqu'à Morwell, le long de la côte en Nouvelle-Galles du Sud et au Victoria,.

## Habitat et mode de vie
Elle habite les landes et les forêts sèches. Elle est capable de s'enterrer en cas de besoin.
Les mâles appellent les femelles depuis les terriers au bord des cours d'eau après les grandes pluies du printemps et de l'automne. Les œufs sont pondus dans les terriers au bord des ruisseaux pour être emportés par l'eau par les fortes pluies.
Elle est menacée par la disparition de son habitat et ne se trouve plus guère que dans les parcs nationaux.

## Description

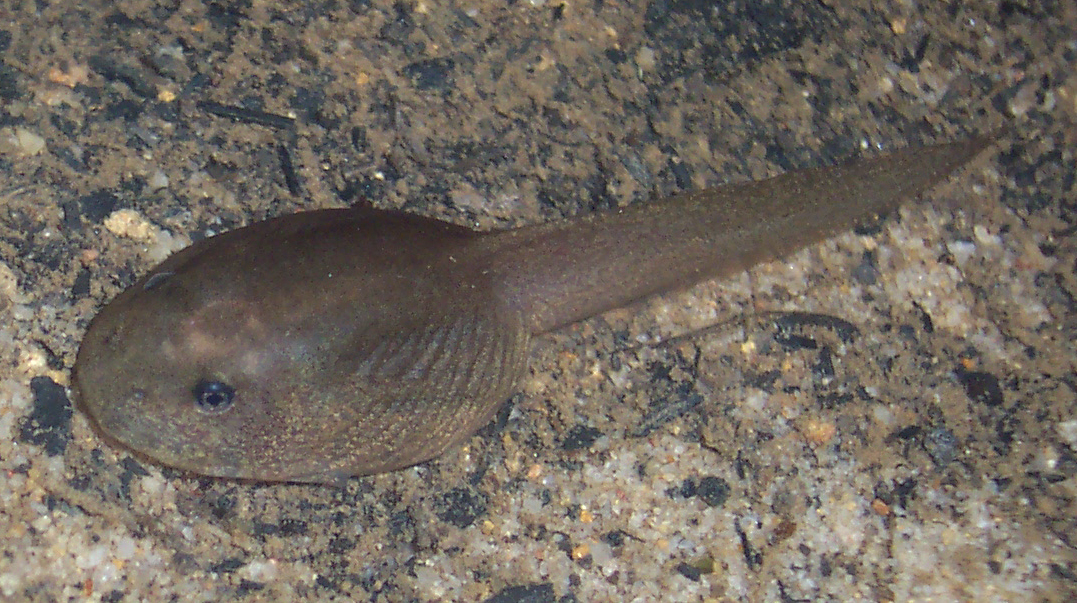
Têtard de Heleioporus australiacus.

Heleioporus australiacus mesure jusqu'à 10 centimètres de long ce qui en fait la plus grande grenouille du Victoria. Elle est de couleur grise, marron foncé ou noire sur le dos et blanche sous le ventre. Elle a des taches jaunes sur les côtés et une bande de la même couleur sur la lèvre supérieure, derrière les yeux et les tympans.
La peau est rugueuse et bosselée. L'iris est argenté et la pupille verticale. Son coassement rappelle un peu le cri de la chouette. En période de reproduction, les mâles présentent souvent des épines noires sur leurs pattes antérieures.
Les têtards se développent dans l'eau pendant trois à dix mois et mesurent jusqu'à 75 mm.
Elle est souvent confondue avec le crapaud buffle à cause de sa taille et de son aspect mais le crapaud buffle n'a pas la pupille verticale et n'habite pas la région.

## Étymologie
Son nom d'espèce lui a été donné en référence au lieu de sa découverte, l'Australie.

## Publication originale
- Shaw & Nodder, 1795 : The Naturalists Miscellany; or Coloured Figures of Natural Objects Drawn and Described Immediately from Nature, vol. 6 (texte intégral).